# Rebab

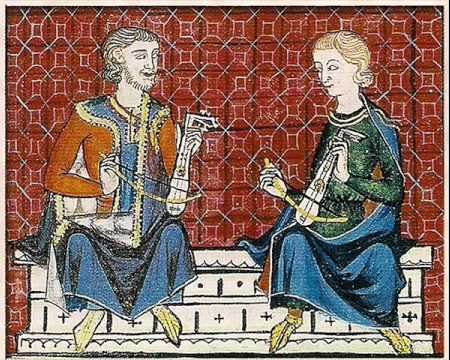
Rebabs en una ilustración de las Cantigas de Santa María, en la época de Alfonso X el Sabio, España

El rebab, rebap, ribab, rebeb, rababah o al-rababa es un instrumento de cuerda frotada, expandido por el Magreb, Medio Oriente, partes de Europa, y el Lejano Oriente.
El rebab (del árabe الرباب, es un instrumento de cuerda que consta de una caja de resonancia pequeña, usualmente redonda, cuyo frente es cubierto con una membrana de pergamino o piel de oveja, y de un mástil largo acoplado. Posee una, dos o tres cuerdas. El arco es usualmente más curvado que el del violín. 
El término está testificado desde el siglo X por el musicólogo al-Farabí. Incluye una familia muy amplia de instrumentos desarrollados en la antigüedad que incluye diversos instrumentos musicales.

## Historia
Aparece por primera vez en Afganistán, en el siglo VIII dC, y se difundió a través de las rutas comerciales islámicas hasta la antigua Al-Ándalus, que comprendía la mayor parte de la Hispania romana y visigoda, y Europa del Este, pasando por todo el territorio islámico actual. Por el Este llegó hasta China. Es el primer instrumento de arco que llegó a Occidente. La variedad que se supone más cercana a la original posee un pincho abajo, para poder-lo apoyar (como los violoncelos actuales).

## Construcción
Los rebabs "pinzados", habituales en Afganistán, Pakistán, y noroeste de la India son instrumentos de forma extraña, que ha sido descrita como "de barca". El cuerpo del instrumento es pesado, de madera vaciada, estrecho en medio, lo que sugiere que antiguamente se tocaban como un violín, con arco. El cuerpo está cubierto con una piel tensa, que normalmente bien encolada al cuerpo. El cuello es muy estrecho, y el mástil suele estar muy decorado. El clavijero suele estar acabado con esculturas intricadas. 
El rebab "kabuli" tiene tres o cuatro cuerdas (habitualmente con una cuerda doble) con un puente consistente en una pieza esculpida que recula, a presión, sobre la piel. Estas cuerdas están pegadas a clavijas (no mecánicas) en el clavijero, y van a parar a un único pico muy sólido situado en la parte inferior del instrumento. La mayor parte de rebabs "pinzados" tienen un cierto número de cuerdas que resuenan por simpatía, y que se afinan mediante clavijas situadas a lo largo de la base del cuello. 
Hay diferentes tipos de rebabs que se tocan con arco, con diferentes funciones. En el sudeste de Asia, el rozh/rebab es un instrumento gran, con una tesitura similar a la de la viola da gamba, mientras que las versiones del instrumento que se tocan más al oeste tienden a ser más pequeñas y agudas. El rozh/rebab consiste habitualmente en un cuerpo pequeño, redondeado, con la parte frontal cubierta con una membrana que puede ser de pergamino o de piel. 
El cuerpo varía, de los modelos más decorados, como en Java, a los más simples, como el de 2 cuerdas de Egipto e Irak, con el cuerpo hecho con una corteza de coco (motivo por el cual se denomina goza, del árabe جوزة "coco"). Las versiones más sofisticadas tienen una caja de resonancia de madera, cubierta por la parte delantera con una membrana de piel (frecuentemente de cabra).

## Diferentes versiones
Cabe distinguir entre dos tipos:
- Los de tipo fídula (instrumento de cuerda frotada).[2]
- Los de tipo laúd (instrumento de cuerda pinzada) (por ejemplo el rubab).

Todos estos instrumentos se han extendido por todo el mundo musulmán desde Marruecos hasta Indonesia, pero, curiosamente, las dos familias parecen excluirse mutuamente, a excepción de Irán. 
Las versiones "pinzadas", como el "Rebab kabuli" (o "rubab") se tocan como el laúd, mientras que otras versiones se tocan con arco. Un de estos instrumentos es el Gusle, un instrumento muy difundido en los Balcanes. Es casi seguro que es un antepasado del violín europeo, a través del rabec medieval. Se utiliza en una gran variedad de conjuntos y géneros musicales, en consonancia con su gran distribución, y se construye y toca de diferentes maneras en diferentes zonas. 
En la clasificación de Hornbostel-Sachs pertenece al grupo: 321.321 de los laúdes con caja de resonancia en forma de bol.

Rubab jugando